# De Warme Winkel

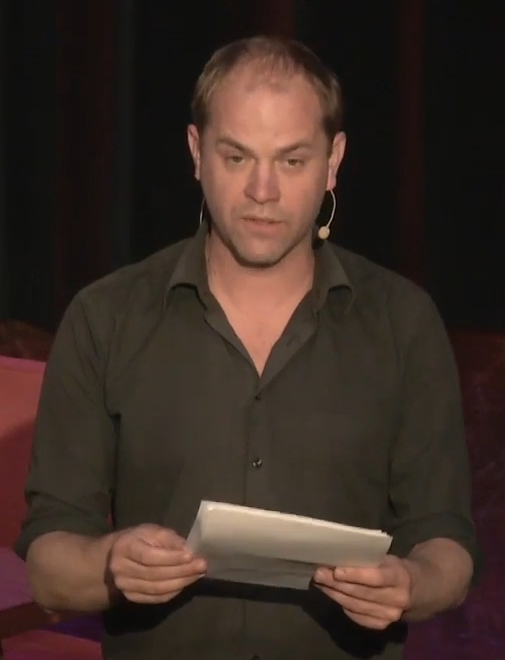
Vincent Rietveld, Oktober 2017

Der De Warme Winkel (deutsch etwa: Der heiße Laden) ist ein niederländisches Theaterkollektiv aus Amsterdam, das aus den Schauspielern Mara van Vlijmen, Vincent Rietveld und Ward Weemhoff besteht.

## Beschreibung
Die Vorstellungen des 2002 gegründeten Warme Winkel zeichnen sich durch ihren visuellen Charakter aus und sind stark beeinflusst durch die Performancekunst. Viele Stücke basieren auf der Verehrung großer Künstler, darunter Alma über das Leben von Alma Mahler, Villa Europa über Stefan Zweig und Poëten en Bandieten über Boris Ryzhy. Die Vorstellungen des Warme Winkel sieht man anlässlich verschiedener Sommerfestivals, so dem Oerol und dem Over het IJ, vor Ort oder in Theaterhäusern. Das Unternehmen wird regelmäßig eingeladen zu (internationalen) Theaterfestivals. 2014 hatte ihr Stück Gavrilo Princip, über den gleichnamigen Attentäter, anlässlich des Holland Festivals seine Premiere.
Seit dem 1. Dezember 2014 unterstützt die Toneelgroep Amsterdam den Warmen Winkel bei ihren administrativen und finanziellen Aufgaben.
Als 2020 in den Niederlanden aufgrund der Corona-Pandemie die Theater schließen mussten, eröffnete der Warme Winkel ihren „Peepshow-Palast“, wo die Zuschauer in eigenen Kabinen, geschützt vor jeglicher Ansteckung, durch Gucklöcher der eigens zur Eröffnung geschriebenen Produktion Alleen Samen beiwohnen konnten. Das Theaterspiel fand, ähnlich der Exposition einer üblichen Peepshow, auf einer drehbaren Bühne statt. An die Eröffnungsvorstellung schlossen sich in jenem Jahr noch 120 weitere Konzerte und Theateraufführungen im Rahmen des sogenannten Peepshow Palace Festival an, die dieses intelligente Konzept als Ausweichmöglichkeit zu den, zum Teil existenzgefährdenden, Restriktionen zu nutzen wussten.
Zu Anfang 2022 verfiel das Kollektiv auf die Idee sich „toneelgroup Amsterdam“ zu nennen, darauf verweisend, dass es ja mit einem kleinen „t“ geschrieben wird und damit der Unterschied zur altbekannten Toneelgroep Amsterdam, welche sich 2018 zur Internationaal Theater Amsterdam (ITA) umbenannte, deutlich genug sei. Jedoch stieß das auf Kritik, auch war die Verwechslungsgefahr zu groß und so nennen sie sich wenige Monate später wieder bei ihrem alten Namen.
De Warme Winkel wird unter anderem finanziert durch Subventionen des Fonds Podiumkunsten und dem Amsterdams Fonds voor de Kunst.
Das Theater gilt als gemeinnützige Einrichtung nach niederländischem Recht (ANBI) und kann steuerlich begünstigt gefördert werden.

## Vorstellungen
- 2022: Der Bus nach Dachau (Premiere im Schauspielhaus Bochum[5])
- 2022: Lady Chatterley’s Lover
- 2021: Vincent Rietveld gaat voor Louis d’Or
- 2020: Alleen Samen
- 2019: De Drie Musketiers
- 2018: Gesualdo
- 2017: EXOOT – Tropical Healing
- 2017: Tanizaki
- 2017: INDIAAN
- 2017: The Dreaming
- 2017: Een hertje, beschadigd
- 2016: De Warme Winkel speelt De Warme Winkel
- 2016: Privacy
- 2016: Amadeus
- 2016: De Lady Macbeth uit het district Mtsensk
- 2016: De meest zwaarmoedige voorstelling ooit (waarvan het hele publiek moet huilen) (Der melancholischste Auftritt aller Zeiten (der das ganze Publikum zum Weinen bringt))
- 2015: BAM – kunst is geen kast, Performance vor Ort in Zusammenarbeit mit Touki Delphine, inspiriert durch Daniil Charms
- 2014: Gavrilo Princip (Koproduktion mit dem Holland Festival und dem Kaaitheater Brüssel)
- 2014: Stroganoff
- 2014: Poëten & Bandieten
- 2013: We are your friends
- 2013: Achterkant (gespielt auf der Hinterbühne während der Aufführung Lange Dagreis naar de Nacht der Toneelgroep Amsterdam)
- 2013: Paradijs (Koproduktion met Dood Paard)
- 2013: Viva la Naturisteraçion! (Koproduktion mit dem De Utrechtse Spelen)
- 2012: Jandergrouwnd (Koproduktion mit der Toneelgroep Oostpool)
- 2012: San Francisco
- 2011: Weense Herfst (Minifestival mit Totaal Thomas, Alma, Kokoschka Live! und Rainer Maria)
- 2011: Luitenantenduetten
- 2010: Kokoschka Live! (Koproduktion mit der Veenfabriek, Touki Delphin und Nieuw West/Marien Jongewaard)
- 2010: Gijsbrecht
- 2009: Alma
- 2008: !V.O.C!
- 2007: Rainer Maria
- 2006: Totaal Thomas
- 2006: Neanderdal
- 2005: Artikel V
- 2005: Date 2
- 2004: Slippertje op het nippertje
- 2003: AJAH (als je alles hebt) en Afgehaakt/Afgehakt

## Preise
- 2017: Den Prijs van de Kritiek (Preis der niederländischen Kritik, vergeben seit 1967) – „für konsequent abenteuerliches und konträres Theater“[6]